# Berthier (ancienne circonscription fédérale)
Pour les articles homonymes, voir Berthier.
Berthier fut une circonscription électorale fédérale de la région de Lanaudière au Québec. Elle fut représentée de 1867 à 1925.

## Historique
C'est l'Acte de l'Amérique du Nord britannique de 1867 qui créa ce qui fut appelé le district électoral de Berthier. Abolie en 1924, elle fut fusionnée à la circonscription de Berthier—Maskinongé.
Une seconde circonscription de Berthier a été créée en 1966, avant d'être renommée Berthier—Maskinongé en 1975.

## Géographie
En 1892, la circonscription de Berthier comprenait:
- La ville de Berthier
- Les paroisses de Lanoraie, Berthier, Saint-Barthélemy, Saint-Cuthbert, Saint-Damien, Saint-Gabriel-de-Brandon, Saint-Michel-des-Saints, Saint-Norbert et La Visitation
- Les cantons de Joliette, Prévost et Courcelles

## Députés
1. 1867-1875 — Anselme Homère Pâquet, Libéral
2. 1875¹-1887 — Edward Octavien Cuthbert, Conservateur
3. 1887-1899 — Cléophas Beausoleil, Libéral
4. 1900¹-1908 — Joseph-Éloi Archambault, Libéral
5. 1908-1911 — Arthur Ecrément, Libéral
6. 1911-1917 — Joseph-Arthur Barrette, Conservateur
7. 1917-1925 — Théodore Gervais, Libéral

¹ = Élections partielles